# Lhota (Plzeň)
Lhota je evidenční část města a katastrální území na jihozápadním okraji statutárního města Plzně. Dosud samostatná obec Lhota na katastrální území Lhota u Dobřan, původně spadající okresu Plzeň-jih, byla k Plzni připojena jako nový městský obvod Plzeň 10-Lhota na základy dohody z roku 2002  ke dni 1. ledna 2003.  Až do roku 2021 byl městský obvod územně totožný s částí Lhota (Plzeň), v roce 2021 byl městský obvod rozšířen o část Litic, zahrádkářskou oblast u železničního mostu. 

## Historie
Na západním okraji vesnice býval v letech 1918–1928 v provozu černouhelný důl Anna, ve kterém se v hloubce 45 metrů dobývala radnická sloj. Přibližně 150 metrů od něj stál důl Luisa.

## Obyvatelstvo
| Rok            | 1869 | 1880 | 1890 | 1900 | 1910 | 1921 | 1930 | 1950 | 1961 | 1970 | 1980 | 1991 | 2001 | 2011  | 2021  |
| -------------- | ---- | ---- | ---- | ---- | ---- | ---- | ---- | ---- | ---- | ---- | ---- | ---- | ---- | ----- | ----- |
| Počet obyvatel | 150  | 166  | 294  | 272  | 317  | 345  | 529  | 440  | 503  | 489  | 426  | 355  | 400  | 1 023 | 1 692 |
| Počet domů     | 26   | 29   | 34   | 36   | 42   | 51   | 122  | 129  | 126  | 137  | 135  | 155  | 172  | 341   | 551   |

## Další fotografie

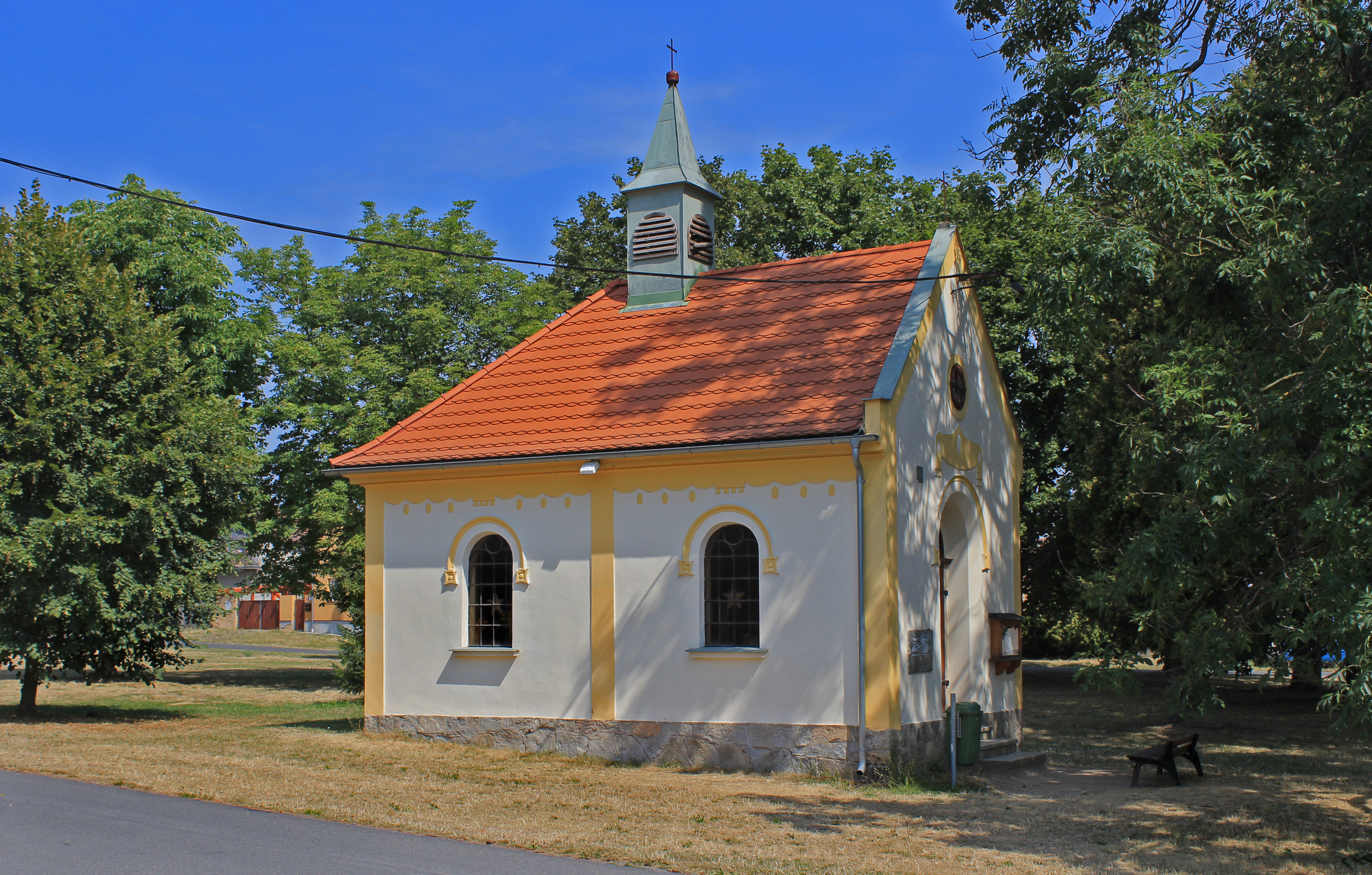
Kaple sv. Anny
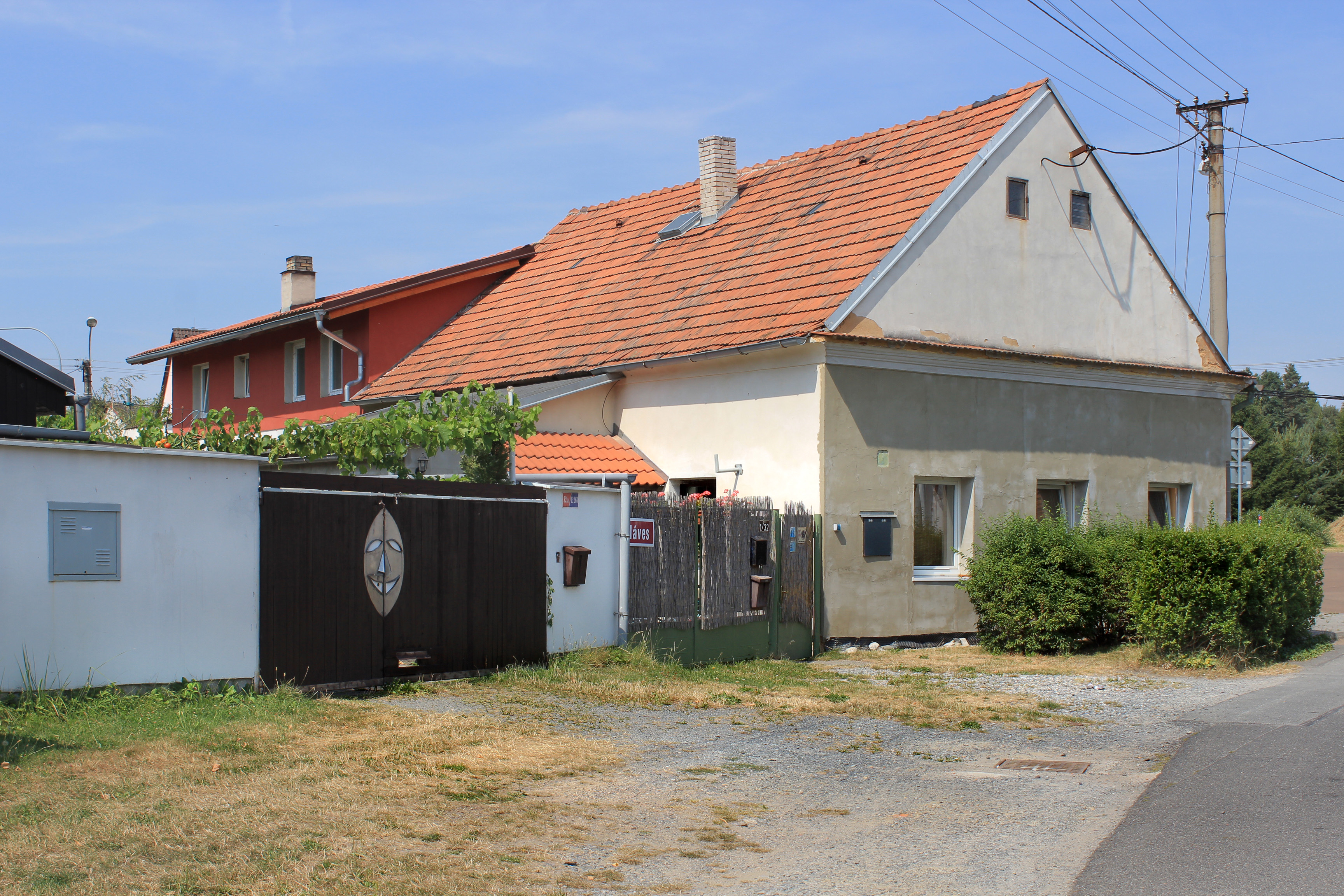
Dům čp. 32 s vraty
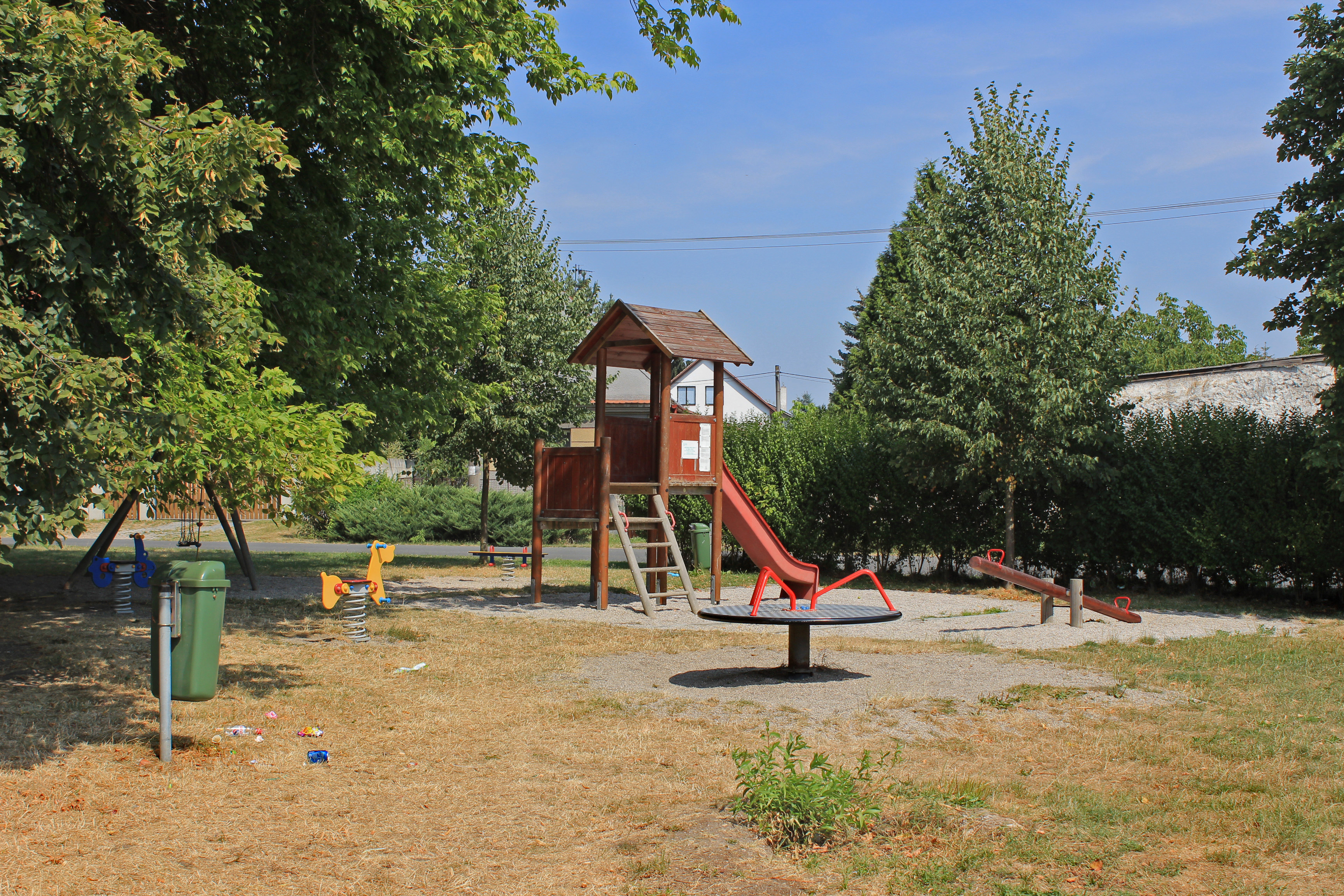
Hřiště na návsi